# Matorral de Itigi y Sumbu
El matorral de Itigi y Sumbu es una ecorregión definida por el WWF, que se extiende por África Oriental, en dos enclaves en Zambia y Tanzania.

## Descripción
Es una pequeña ecorregión de sabana, muy poco estudiada, que ocupa una superficie total de 7.800 kilómetros cuadrados repartidos en dos enclaves separados: uno en el centro de Tanzania, alrededor de la ciudad de Itigi, y el otro en Zambia, entre los lagos Moero y Tanganica, en la frontera con la República Democrática del Congo, en cuyo territorio penetra ligeramente.
Ambos enclaves se encuentran rodeados por la sabana arbolada de miombo del Zambeze central. El enclave tanzano limita además, al sureste, con la sabana arbustiva de Tanzania; el de Zambia limita al este con el lago Tanganica y al oeste con la pradera inundada del Zambeze, alrededor del lago Moero.
El clima se caracteriza por tres estaciones a lo largo del año: una estación fría y seca entre mayo y agosto, una estación cálida y seca entre agosto y noviembre, y una estación lluviosa entre noviembre y abril. Las precipitaciones medias anuales se sitúan en 1.400 mm en el enclave de Zambia, y en 500 mm en el de Tanzania.

## Flora
La vegetación característica de la ecorregión es una espesura impenetrable totalmente diferente de las sabanas que la rodean. Se han identificado más de cien especies leñosas, en general arbustos muy ramificados, sin espinas, de entre 3 y 5 metros de altura. La mayor parte de las especies son de hoja caduca.

## Fauna
El rinoceronte negro (Diceros bicornis) ha sido erradicado de la ecorregión debido a la caza furtiva. Se conocen poblaciones de elefante (Loxodonta africana) y búfalo cafre (Syncerus caffer).

## Endemismos
La fauna y la flora han sido poco estudiadas. El http://es.wikipedia.org/wiki/Sargochromis_mellandi es el más extendido de la zona, siendo también el más consumido.

## Estado de conservación
En peligro crítico. La tala indiscriminada está haciendo desaparecer la vegetación. Se ha calculado que un 3% desaparece cada año, debido al incremento de la población humana. Más de la mitad de la ecorregión se ha convertido en tierras de cultivo en el siglo XX.

## Protección
Sólo existen áreas protegidas en el enclave zambiano:
- Parque Nacional del Lago Moero
- Reserva de Tabwa
- Parque Nacional Sumbu